# Giải quần vợt Úc Mở rộng 2020 - Đôi nữ huyền thoại

## Bốc thăm

### Từ viết tắt
| - Q = Vòng loại - WC = Đặc cách - LL = Thua cuộc may mắn - Alt = Thay thế - SE = Miễn đặc biệt | - PR = Bảo toàn thứ hạng - w/o = Thắng nhờ đối thủ rút lui trước trận đấu - r = Bỏ cuộc giữa trận đấu - d = Bị xử thua - SR = Xếp hạng đặc biệt |

### Vòng chung kết
|  | Chung kết |                                        |  |  |  |  |
|  |           |                                        |  |  |  |  |
|  |           | Daniela Hantuchová Martina Navratilova |  |  |  |  |
|  |           |                                        |  |  |  |  |